# Rosa kokanica
Rosa kokanica — вид рослин з родини розових (Rosaceae); поширений у центральній Азії й Афганістані.

## Опис
Кущ до 1.5(2) м заввишки. Молоді гілки коричневі, від голих до густо запушених Колючки нерівномірно розміщуються на стеблі, світло-коричневі, прямі або вигнуті, часто похилі, поступово розширюються біля основи. Листочків 5–7(9), довжиною до 15(20) мм, мінливі, (широко) еліптичні або обернено-яйцюваті, рідше округлі або обернено-ланцетні, субгострі, округлі або зрізані на верхівці, зазвичай запушені знизу, залозисті з обох боків або лише знизу, рідко гладкі. Прилистки вузькі. Квіткові гілки від голих до густо запушених, іноді зі залозами. Квітки, як правило, поодинокі та без приквітків. Квітконіжки гладкі або зі залозами, рідше жорстко запушені, іноді запушені. Чашолистки не розширені на верхівці, цілісні, рідко з 2–3 дрібними частками у верхній частині, стійкі. Пелюстки жовті до 15 мм завдовжки. Плоди шипшини до 15 мм у діаметрі, кулясті або грушоподібні, фіолетово-коричневі, коли зрілі.

## Поширення
Поширений у центральній Азії (Іран, Пакистан, Казахстан, Киргизстан, Таджикистан, Узбекистан, Монголія, Сіньцзян — Китай) та Афганістані.